# 莫尼什港

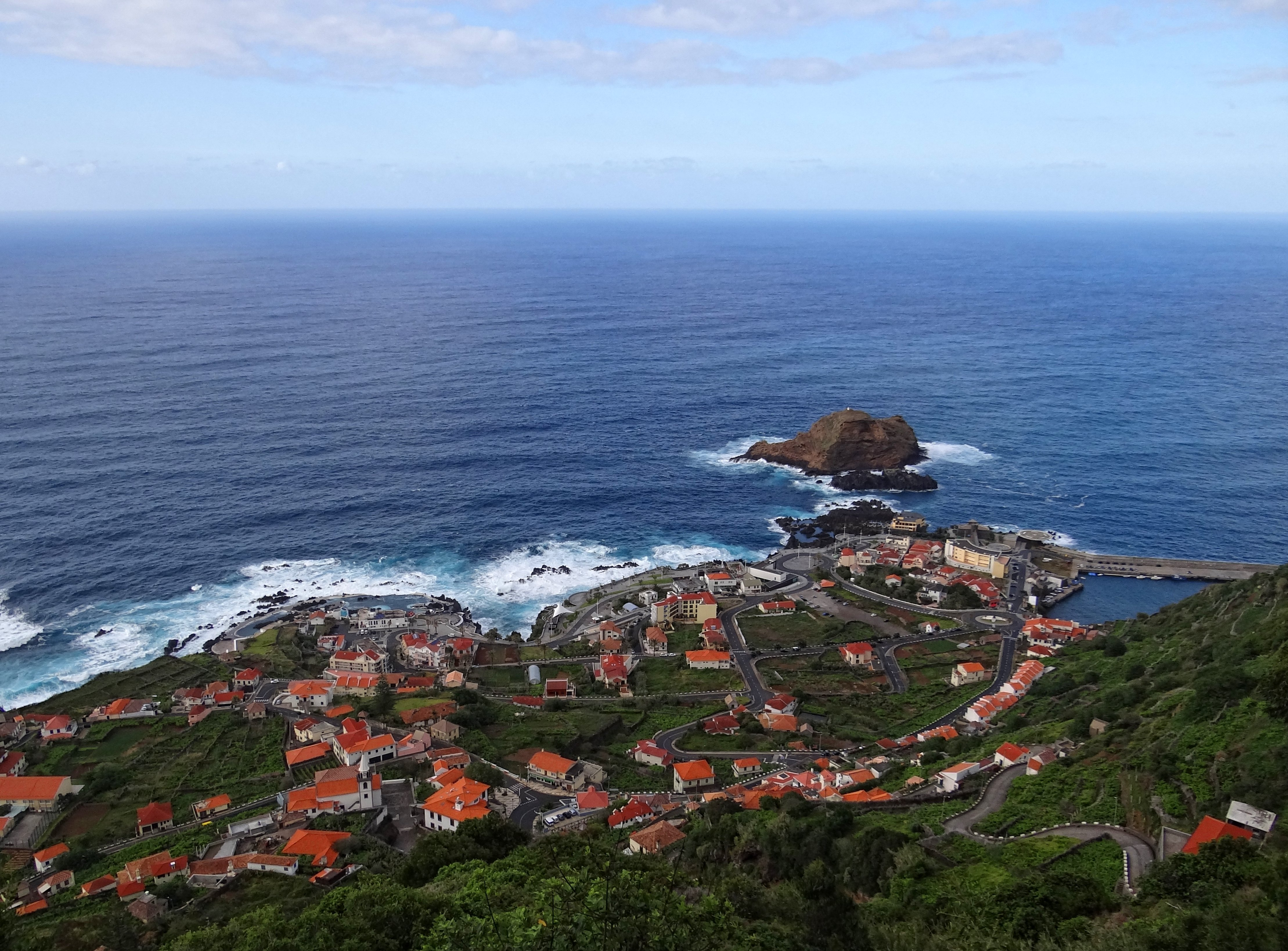

莫尼什港（葡萄牙語：Porto Moniz），是葡萄牙的城鎮，位於馬德拉島，始建於1835年10月31日，面積82.93平方公里，海拔高度1,107米，2011年人口2,711，該城鎮人口密度每平方公里32.69人。
32°48′45″N 17°8′45″W / 32.81250°N 17.14583°W